# 科尔德比格勒
科尔德比格勒（法語：Cordebugle，法語發音：[kɔʁdəbyɡl] ⓘ）是法国卡尔瓦多斯省的一个市镇，属于利雪区。

## 地理
科尔德比格勒（49°6'40"N, 0°22'47"E）面积8.97 平方千米，位于法国诺曼底大区卡爾瓦多斯省，该省份为法国西北部沿海省份，北濒大西洋英吉利海峡，东北与滨海塞纳省以海上边界相接，东临厄尔省，南至奧恩省，西与芒什省接壤。
与科尔德比格勒接壤的市镇（或旧市镇、城区）包括：库尔通拉默尔德拉克、库尔托讷双教堂村、马罗勒、拉沙佩勒阿朗。

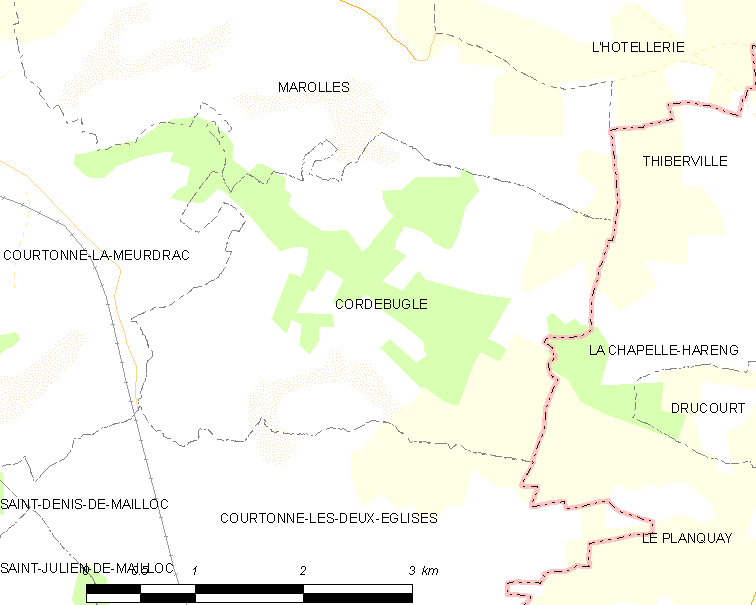
科尔德比格勒的OSM定位图

科尔德比格勒的时区为UTC+01:00、UTC+02:00（夏令时）。

## 行政
科尔德比格勒的邮政编码为14100，INSEE市镇编码为14179。

## 政治
科尔德比格勒所属的省级选区为利雪县。

## 人口

1962-2008年间科尔德比格勒人口变化图示

科尔德比格勒于2022年1月1日时的人口数量为163人。